# Gare de Barnes
La gare de Barnes (en anglais : Barnes railway station, est une gare ferroviaire de jonction des lignes  Hounslow Loop Line (en) et Ligne Waterloo-Reading (en), en zone 3 Travelcard. Elle  est située sur la Station Road  à Barnes dans le borough londonien de Richmond upon Thames sur le territoire du Grand Londres.
C'est une gare Network Rail desservie par des trains de la South Western Railway, et son bâtiment est classé Grade II listed building.

## Situation ferroviaire
Gare de jonction entre les lignes  Hounslow Loop Line (en) et Ligne Waterloo-Reading (en), elle est située entre les gares : de Barnes Bridge, ou Mortlake, et Putney.

## Service des voyageurs

### Desserte

Installations et desserte
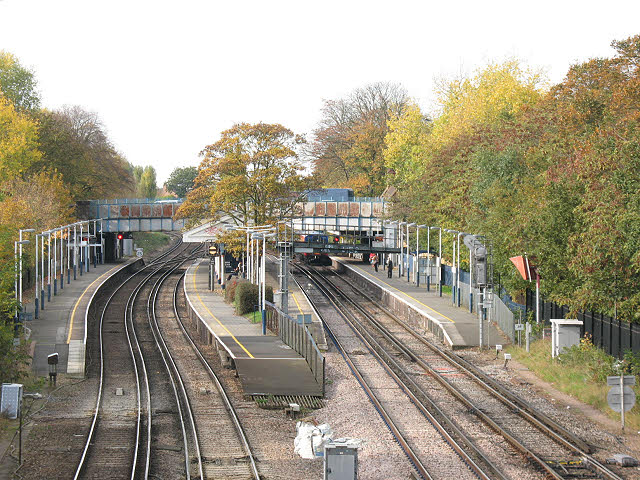
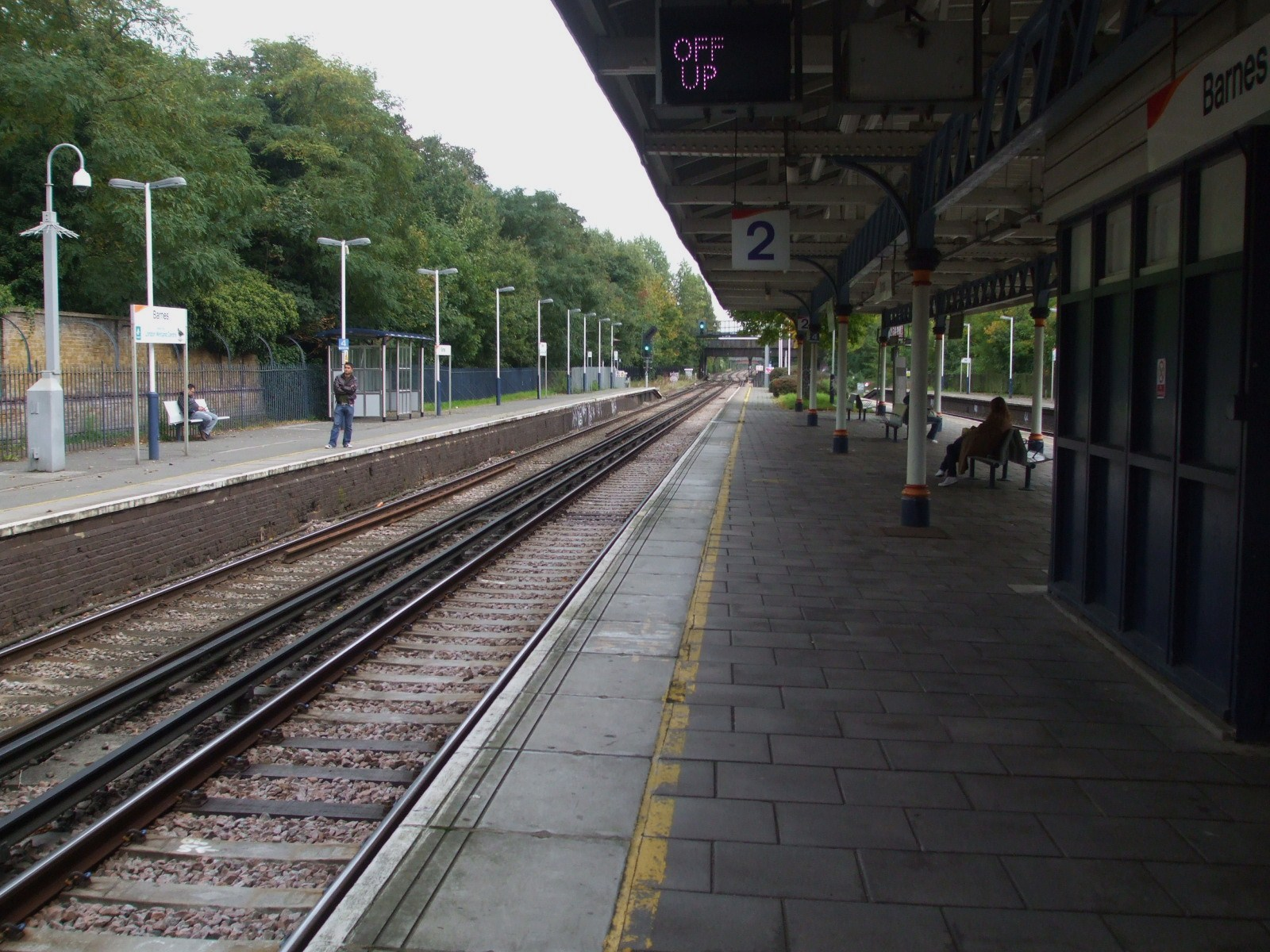
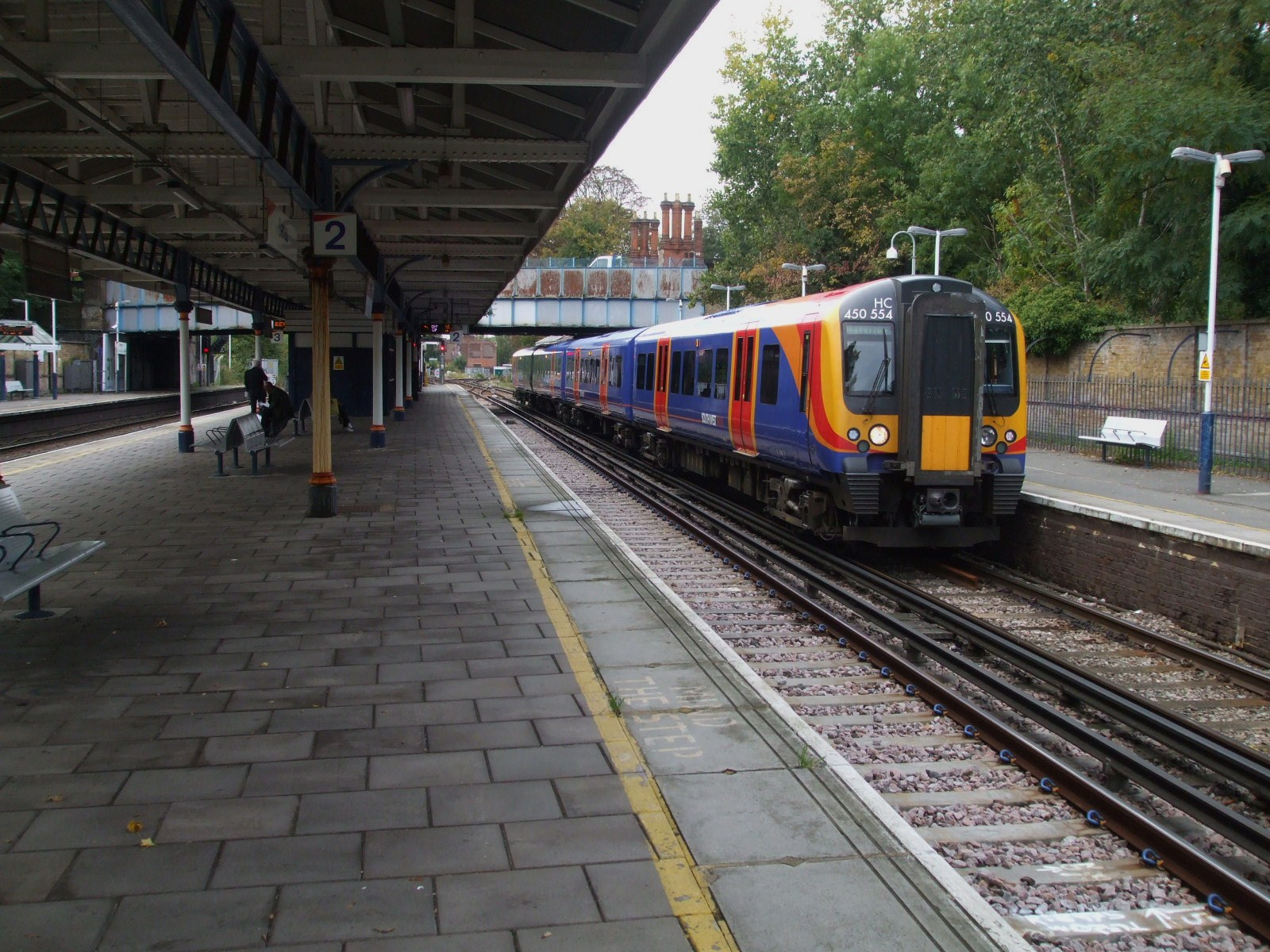